# 箸藏登山鐵道
箸藏登山铁道（日语：／ Hakushiratozan tetsudou */?）是过去运行连接邻近德岛县三好市池田町的土赞线箸藏站的赤鸟居站至同町的真言宗别格本山箸藏寺入口的仁王门站的往复式地面缆车的会社。
在箸藏站于1929年开业后，为了连接寺院与车站，于1930年建设了该线路。然而，随着太平洋战争局势日渐焦灼，该线于1944年被制定为不要不急路线而被拆除，用于提供钢铁。
在战后，寺院与车站间的连接由四国缆索于1971年开通的的索道进行，但由于设备老旧，于1998年被箸藏山缆车取而代之。

## 路线资料
路线长度：0.4 km
车站数：2
轨距：1,067 mm
运行方式：单线交走式

## 运行概要
1934年12月1日时
•发车间隔：7时5分至20时5分的发车间隔为30分钟。繁忙时期的5时35分至23时35分的发车间隔为5至10分钟。
•全程用时：5分钟

## 运输・收支数据
| 年份 | 乘客（人） | 营业收入（日元） | 营业费用（日元） | 收益（日元） | 支付利息（日元） |
| ---- | ---------- | ---------------- | ---------------- | ------------ | ---------------- |
| 1931 | 107,258    | 16,540           | 12,594           | 3,946        | 9,843            |
| 1932 | 70,569     | 10,626           | 10,959           | ▲ 333        | 10,354           |
| 1933 | 50,272     | 9,208            | 9,237            | ▲ 29         | 267              |
| 1934 | 58,637     | 9,208            | 9,237            | ▲ 29         | 267              |
| 1935 | 60,854     | 9,058            | 9,095            | ▲ 37         | 403              |
| 1936 | 69,333     | 9,856            | 9,593            | 263          | 238              |
| 1937 | 67,281     | 10,243           | 9,855            | 388          | 256              |

- 铁道统计资料、铁道统计各年度版
- 1933-1934年的营业收支数据一致，此处存疑

## 沿革
- 1927年（昭和2年）7月8日 - 获得铁道许可证[1]

- 1929年（昭和4年）8月28日 - 会社成立[2]。

- 1930年（昭和5年）6月18日 - 全线开业[3]。

- 1944年（昭和19年）2月11日 - 被指定为不要不急線废除[4]。

直至阿佐海岸铁道阿佐东线于1992年开业前，德岛线内不存在除国铁（四国旅客铁道的前身）以外的其它铁道路线。

## 车站一览
赤鸟居站 - 仁王门站